# باولو بيليتيري
جيان باولو بيليتيري (5 ديسمبر 1940 - 5 ديسمبر 2024) هو سياسي وناقد سينمائي وصحفي إيطالي. كان منتميًا إلى الحزب الاشتراكي الإيطالي (PSI) والحزب الاشتراكي الديمقراطي الإيطالي (PSDI).
اُنتخب عام 1985 عمدة لمدينة ميلانو. وظل يشغل هذا المنصب حتى عام 1992. انتهت مسيرته السياسية بسبب تورطه وإدانته لاحقًا في فضيحة ماني بوليتي. توفي يوم عيد ميلاده الرابع والثمانين بمدينة ميلانو.